# Erik Ofvandahl
Erik Ofvandahl, född 11 januari 1848 i Ovandal, Stora Tuna socken, Dalarna, död 7 november 1949 i Uppsala, var en svensk konditor samt även pekoralist och debattör.

## Biografi
Erik Ofvandahls föräldrar var hemmansägaren Färj Anders Ersson och Anna Jansdotter. Ofvandahl, som fram till 1898 hette Andersson, blev gesäll inom bageriyrket 1871 och var åren 1877–1885 konditor i Sala innan han startade först Anderssons Damcafé och därefter det så småningom berömda konditoriet Ofvandahls i Uppsala. Där blev han även landsman av Västmanlands-Dala nation. Under 55 år, perioden 1877–1932, bedrev han också konditoriverksamhet vid Sätra brunn i Västmanland.
Ofvandahl gjorde sig känd för sin pekoraldiktning, sina politiska inlägg på vers samt för sina av debattlusta fyllda aktiviteter inom liberala studentföreningen Verdandi, där hans debattinlägg vittnade om ett starkt rättspatos och socialt engagemang.
Han är begravd på Uppsala gamla kyrkogård.

## Ofvandahl i litteraturen
- Birger Sjöberg tillägnade Ofvandahl en dikt, I himlens klara sal, som inleds:

| ” | I himlens klara sal där goda tankar blomma, jag och konditor Ofvandahl får vila bland de fromma. | „ |

Dikten lästes i Sveriges Radio på Ofvandahls 100-årsdag 1948.